# Narrow Margin
 Narrow Margin és una pel·lícula estatunidenca d'acció de 1990, dirigida per Peter Hyams i protagonitzada per Gene Hackman, Anne Archer, J.T. Walsh, James Sikking, M. Emmet Walsh i Susan Hogan, en els papers principals.

## Argument
Carol Hunnicut (Anne Archer) una dona molt atractiva, té una cita a cegues, sense saber-ho, amb l'advocat d'un mafiós. Durant la cita, a l'habitació d'un hotel, mentre ella és al bany, l'advocat és assassinat, però ella ha presenciat el crim, i els assassins fugen sense adonar-se de la seva presència. La policia troba les seves empremtes en un got, i per això el fiscal (Gene Hackman) vol convèncer-la que declari en un judici contra els autors. Tanmateix, ella tem el pitjor i s'hi nega. S'amaga en una casa situada a les muntanyes del Canadà. Allà la troba el fiscal, però mentrestant els criminals també l'han localitzat, i tracten de matar-la. No els queda cap altra alternativa que fugir, ella amb el fiscal, i pugen a un tren de llarg recorregut, on també hi pugen els criminals.

## Repartiment
- Gene Hackman: Caulfield
- Anne Archer: Carol Hunnicut
- James Sikking: Nelson
- J.T. Walsh: Michael Tarlow
- M. Emmet Walsh: Sergeant Dominick Benti
- Susan Hogan: Kathryn Weller
- Nigel Bennett: Jack Wootton
- J.A. Preston: Martin Larner
- Harris Yulin: Leo Watts

## Producció
Com el personatge d'Elliott Gould a Capricorn u, el personatge de Gene Hackman es diu "Robert Caulfield", com el vell cap de Peter Hyams dels seus dies de periodista de TV.
Hyams estava veient intencionadament pel·lícules velles que podrien ser clàssics, no gaire famoses, per reescriure-les i refer-les com una pel·lícula moderna. Finalment, va acabar a Narrow Margin de Richard Fleischer.
La pel·lícula va ser rodada a la Columbia britànica i Alberta, Canadà. El tren utilitzat tant per l'interior com per les escenes exteriors era un BC rail amb locomotora dièsel SD40-2 i 12 cotxes de passatgers, per representar el tren de viatgers de Vancouver a Toronto. Algunes de les preses exteriors distants es van rodar utilitzant un tren model.